# Sertularella congregata
Sertularella congregata is een hydroïdpoliep uit de familie Sertulariidae. De poliep komt uit het geslacht Sertularella. Sertularella congregata werd in 1964 voor het eerst wetenschappelijk beschreven door Millard. 